# Thomas Böhme (Schriftsteller)
Thomas Böhme (* 24. November 1955 in Leipzig) ist ein deutscher Schriftsteller.

## Leben und Werk
Böhme wurde in Leipzig geboren, ging dort zur Schule und legte das Abitur an der Rudolf-Hildebrand-Schule Markkleeberg ab. Nach vorzeitiger Entlassung aus dem Armeedienst begann Thomas Böhme ein Lehrerstudium, wurde 1977 unter fadenscheinigen Vorwänden aus politischen Gründen exmatrikuliert und ließ sich dann zum Bibliotheksfacharbeiter ausbilden. Anschließend arbeitete er als Bibliothekar und Werberedakteur. Von 1982 bis 1984 absolvierte er ein Fernstudium am Literaturinstitut Leipzig. Böhmes Debüt Mit der Sanduhr am Gürtel erschien 1983 im Aufbau Verlag. Seit 1985 ist er mit Unterbrechungen freier Autor.
Er ist Mitglied des PEN-Zentrums Deutschland, der Freien Akademie der Künste zu Leipzig und des Deutschen Schriftstellerverbandes.
Böhme hat sich vor allen Dingen als Lyriker einen Namen gemacht, sein umfangreiches Werk umfasst aber auch Erzählungen, Romane und Essays. Außerdem arbeitet er als Herausgeber, Nachdichter und Fotograf.
Seit 1990 ist der Vater von zwei erwachsenen Töchtern verwitwet.

## Auszeichnungen
- 1983: Johannes-R.-Becher Diplom des Kulturbundes der DDR
- 1988: Georg-Maurer-Preis der Stadt Leipzig
- 1994: Ehrengabe der Schillerstiftung Weimar
- 2006: Literaturförderpreis des Sächsischen Staatsministeriums für Wissenschaft und Kunst
- 2014: Calwer Hermann-Hesse-Stipendium
- 2024: Walter-Bauer-Preis

## Werke
- Mit der Sanduhr am Gürtel. Gedichte. Aufbau-Verlag, Berlin / Weimar 1983
- Die schamlose Vergeudung des Dunkels. Gedichte. Aufbau-Verlag, Berlin / Weimar 1985
- Stoff der Piloten. Gedichte. Aufbau-Verlag, Berlin / Weimar 1988, ISBN 3-351-01178-4
- Einübung der Innenspur: Roman. Aufbau-Verlag, Berlin / Weimar 1990, ISBN 3-351-01617-4
- Ich trinke dein Plasma November: 2 dreizehnzeilige und 100 zwölfzeilige Gedichte. Aufbau-Verlag, Berlin / Weimar 1991, ISBN 3-351-01809-6
- Häutungen, häufiger Herbst: 22 Gedichte (mit Holzschnitten von Frank Wahle, bibliophiles Buch). Edition m, Leipzig 1991, ISBN 3-910171-01-X
- Ballett der Vergesslichkeit: Gedichte, Connewitzer Verlagsbuchhandlung, Leipzig 1992, ISBN 3-928833-07-3
- Manessischer Ikarus: sechsundsechzig Gedichte von 1980 bis 1995. ROSPO, Verlag für Lyrik und Kunst, Hamburg 1995, ISBN 3-930325-07-1
- Vom Fleisch verwilderte Flecken: Roman. Galrev, Berlin 1995, ISBN 3-910161-64-2
- Heimkehr der Schwimmer: Gedichte. Galrev, Berlin 1996, ISBN 3-910161-71-5
- Im Ort: Mansfelder Texte. Dr.-Ziethen-Verlag, Oschersleben 1996, ISBN 3-928703-99-4
- Die Zöglinge des Herrn Glasenapp: Erzählungen. Eremiten-Presse, Düsseldorf 1996, ISBN 3-87365-304-4
- Geruch des Gastes: Roman. Thomas-Verlag, Leipzig 1996, ISBN 3-930383-13-6
- Die Körper und das Licht: Roman. Die Scheune, Dresden 1998, ISBN 3-931684-17-2
- Alle Spur wird Fell: Geschichten, Prosagedichte, Verse. Galrev, Berlin 1998, ISBN 3-933149-06-1
- Jungen vor Zweitausend: Porträtfotos aus Leipzig und Halle. Fliegenkopf-Verlag, Halle 1998, ISBN 3-910147-59-3
- Und an Bahnhöfe denken: Gedichte. Verlag Un-Art-Ig, Aschersleben 2000, ISBN 3-9807111-6-1
- Die Cola-Trinker. Gedichte von 1980–1999. MännerschwarmSkript-Verlag, Hamburg 2000, ISBN 3-928983-87-3
- Schwarze Archen: Geschichten, Fabeln, Grotesken; mit dem Fotozyklus „Jungen unterwegs“, Edition Erata, Leipzig 2003, ISBN 3-934015-49-2
- Balthus und die Füchse: drei obskure Novellen. Eremiten-Presse, Düsseldorf 2004, ISBN 3-87365-334-6
- Nachklang des Feuers. Gedichte. Galrev, Berlin 2005, ISBN 3-933149-37-1
- Widerstehendes: Fotografien und Texte. Edition Erata, Leipzig 2007, ISBN 3-86660-022-4
- Im Saal der verlorenen Schritte (mit Dagmar Ranft-Schinke). Edition Dschamp, Berlin 2008 (Kunstbuch)
- Der Schnakenhascher: Roman. Projekte-Verlag Cornelius, Halle 2010, ISBN 978-3-86634-892-9
- Lyrikheft Nr. 9. Sonnenberg-Presse, Chemnitz 2010
- Heikles Handwerk. Gedichte. Poetenladen, Leipzig 2010, ISBN 978-3-940691-18-7
- 101 Asservate: Alter Worte Welt. Connewitzer Verlagsbuchhandlung Peter Hinke, Leipzig 2012, ISBN 978-3-937799-57-5
- Calwer Sinclairiaden. Geschrieben während des Calwer Hermann-Hesse-Stipendiums, 2014. Calwer Hermann-Hesse-Stiftung, Calw 2015
- Abdruck im Niemandswo. Gedichte. Poetenladen, Leipzig 2016. ISBN 978-3-940691-75-0
- Klavierstimmer auf der Titanic. Gedichte. Quartus-Verlag, Bucha 2018, ISBN 978-3-943768-90-9
- Puppenkino. Kalendergeschichten für 365 und einen Tag. Connewitzer Verlagsbuchhandlung Peter Hinke, Leipzig 2019, ISBN 978-3-937799-89-6
- Strandpatenschaft. Gedichte. Poetenladen, Leipzig 2021. ISBN 978-3-948305-11-6
- Grünlaken. Roman. Poetenladen, Leipzig 2023. ISBN 978-3-948305-18-5
- Orpheussplitter. Gedichte. Mit Linolschnitten von Steffen Büchner, Lyrik-Edition NEUN, Band 33, Berlin, Verlag der 9 Reiche, 2024, ISBN 978-3-948999-33-9.

### Anthologien und Literaturzeitschriften (Auswahl)
- Christoph Buchwald, Ulrike Almut Sandig (Hrsg.): Jahrbuch der Lyrik 2017. Schöffling & Co., Frankfurt am Main 2017, ISBN 978-3-89561-680-8
- Ralph Grüneberger (Hrsg.) / Gesellschaft für zeitgenössische Lyrik: Poesiealbum neu. Ausgabe 2/2011.
- Muschelhaufen. Ausgabe 44/2004. ISSN 0085-3593
- Poesiealbum 347. Märkischer Verlag, Wilhelmshorst 2019. ISSN 1865-5874